# Il leone e la perla
Il leone e la perla (in lingua inglese The lion and the jewel) è un'opera teatrale scritta da Wole Soyinka nel 1959.

## Trama
Sidi, la bella del villaggio, viene continuamente ripresa dal suo spasimante, il maestro Lakunle, per i suoi modi antiquati, come portare pesi sopra la testa e girare per le strade seminuda.
Lakunle vorrebbe portare Sidi a Lagos e farla diventare una donna moderna, ma lei non accetta di diventare sua moglie finché lui non vorrà pagare la somma che, secondo tradizione, lo sposo deve versare alla famiglia dell’amata.
Anche Baroka, il capo del villaggio, chiede la mano di Sidi. Le foto di quest’ultima sono state pubblicate in un reportage realizzato da un viaggiatore bianco, e ciò ha elevato lo status della donna nel villaggio. Dapprima la ragazza rifiuta la proposta di Baroka, e lo deride per la sua età avanzata. Tuttavia, si lascia lentamente sedurre e decide infine di sposarlo, provocando la delusione di Lakunle.